# Micro-région de Kistelek
La micro-région de Kistelek (en hongrois : kisteleki kistérség) est une micro-région statistique hongroise rassemblant plusieurs localités autour de Kistelek.